# Чечен-Юрт
Чечен-Юрт (также Эски-Чечен; укр. Чечен-Юрт, крымскотат. Çeçen Yurt, Чечен Юрт) — исчезнувшее село в Кировском районе Республики Крым, располагавшееся на востоке района, в степной части Крыма, примерно в 4,5 км к северо-востоку от современного села Владиславовка.

## История
Идентифицировать Чечен-Юрт, либо, Эски-Чечен, среди, зачастую, сильно искажённых, названий деревень Кефинскаго каймаканства в Камеральном Описании Крыма 1784 года пока не удалось. Впервые в доступных источниках селение встречается на карте генерал-майора Мухина 1817 года, как разорённое село Ескикичен. На картах 1836 года и 1842 года подписано, как развалины Чечен-Юрту.
В 1860-х годах, после земской реформы Александра II, селение приписали к Арма-Элинской волости Феодосийского уезда. Согласно «Списку населённых мест Таврической губернии по сведениям 1864 года», составленному по результатам VIII ревизии 1864 года, Чечень-Юрт — владельческий русский хутор с 5 дворами и 20 жителями при колодцах. Записан также в «…Памятной книжке Таврической губернии на 1892 год», как деревня Владиславской волости, в которой жителей и домохозяйств не числилось. В дальнейшем не встречается.